# کراسنوپرکوپسک
کراسنوپرکوپسک (به روسی: Красноперекопськ) شهری در شبه جزیره کریمه در کشور اوکراین است. جمعیت این شهر ۲۶,۲۶۸  نفر (۲۰۲۱ تخمینی) است.